# Список об'єктів Світової спадщини ЮНЕСКО в Колумбії
В списку об'єктів Світової спадщини ЮНЕСКО в Колумбії налічується 8 найменувань (станом на 2014 рік).  6 об'єктів включені в список за культурними критеріями, 2 об'єкти — за природними.
Крім цього, станом на 2014 рік, 18 об'єктів на території держави перебувають серед кандидатів на включення до списку Світової спадщини.
Кольорами у списку позначено:

Об'єкти розташовані в порядку їх додавання до списку Світової спадщини. Якщо об'єкти додані на одній сесії Комітету Світової спадщини ЮНЕСКО, то розташовуються за номерами.
| № | Зображення | Назва                                                                                        | Місцеположення                                                        | Час створення | Час внесення до списку | №                                                   | Критерії        |
| - | ---------- | -------------------------------------------------------------------------------------------- | --------------------------------------------------------------------- | ------------- | ---------------------- | --------------------------------------------------- | --------------- |
| 1 |            | Порт, фортеця і пам'ятники Картахени                                                         | місто Картахена                                                       | 1533          | 1980                   | 285 [Архівовано 24 грудня 2018 у Wayback Machine.]  | iv, vi          |
| 2 |            | Національний парк Лос-Катіос                                                                 | департаменти Антіокія і Чоко                                          | 1973          | 1994                   | 711 [Архівовано 24 грудня 2018 у Wayback Machine.]  | ix, x           |
| 3 |            | Історичний центр міста Санта-Крус-де-Момпос                                                  | місто Санта-Крус-де-Момпос                                            | 1537          | 1995                   | 742 [Архівовано 24 грудня 2018 у Wayback Machine.]  | iv, v           |
| 4 |            | Національний археологічний парк Тьєррадентро                                                 | департамент Каука                                                     | —             | 1995                   | 743 [Архівовано 22 березня 2019 у Wayback Machine.] | iii             |
| 5 |            | Археологічний парк Сан-Аґустін                                                               | департамент Уїла                                                      | —             | 1995                   | 744 [Архівовано 24 грудня 2018 у Wayback Machine.]  | iii             |
| 6 |            | Резерв флори і фауни Мальпело                                                                | острів Мальпело, Тихий океан                                          | —             | 2006                   | 1216 [Архівовано 24 грудня 2018 у Wayback Machine.] | vii, ix         |
| 7 |            | Кофейний культурний ландшафт Колумбії Paisaje cultural de los cafetales                      | Департамент Антіокія                                                  | —             | 2011                   | 1121 [Архівовано 24 грудня 2018 у Wayback Machine.] | v, vi           |
| 8 |            | Кхапак-Ньян, Андська система доріг (англ. Qhapaq Ñan, Andean Road System) * Румічака - Пасто | Колумбія (спільно з Аргентиною , Болівією , Еквадором , Перу , Чилі ) | XV століття   | 2014                   | 1459                                                | ii, iii, iv, vi |